# Двофазний транспорт рідини і газу
Двофазний транспорт рідини і газу — двофазні потоки, які є типовими при видобуванні нафти і частково природного газу, характеризуються наявністю різних структурних форм перебігу, під якими мається на увазі, головним чином, характер розподілу газу в рідині при їх спільному русі в трубопроводі.

## Структурні форми газорідинного потоку
Структурні форми газорідинного потоку дуже різноманітні і залежать від швидкості суміші, витратного газовмісту, фізичних властивостей газової і рідкої фаз, діаметра і кута нахилу трубопроводу.
В результаті численних експериментальних досліджень виділено такі основні структури газорідинних потоків в трубах (рис. 1):

Рис. 1. Структурні форми газорідинного потоку: а — розшарування з плоскою межею розділення; б — розшарування з криволінійною межею розділення; в — бульбашкова; г — коркова; д — кільцева; е — емульсійна.

а) бульбашкова і емульсійна, що характеризуються рухом в рідині пухирців газу;
б) розшаровану, що характеризується пошаровим рухом газу і рідини з чіткою гладкою або хвильовою поверхнею розділу;
в) пробкова, що характеризується чергуванням рідинних і газових пробок різних розмірів;
г) кільцева (плівкова, плівково-дисперсна), що характеризується перебігом основної маси рідини по стінці труби у вигляді рідинного кільця, усередині якого з високою швидкістю рухається газове ядро, що містить краплі рідини.
Потік зі зваженими в ньому бульбашками спостерігається при невеликих газовмістах. При малих швидкостях суміші бульбашки розташовані, в основному, поблизу верхньої твірної труби.
Зі збільшенням швидкості відбувається дроблення і перемішування бульбашок, і при швидкості більше 2 м / с вони рівномірно розподіляються в рідині. Така структура називається емульсійною.
При швидкостях суміші менше 0,2 м / с і великих газовмістах в результаті злиття бульбашок один з одним утворюється безперервна газова фаза, тобто роздільний потік, рошарована структура.
При відхиленнях від проектного режиму, тривалих зупинках перекачування, аварійних ситуаціях в трубопроводах з газонасиченою нафтою можливе виділення розчинених газів. Щоб запобігти зриву роботи відцентрових насосів через це на вході в насоси встановлюють буферні ємності, призначені для відділення віль-ного газу від нафти.
Якщо швидкості перекачування невеликі, то межа розділу фаз гладка. Збільшення швидкості суміші призводить до утворення гравітаційних хвиль на межі поділу фаз. Амплітуда хвиль збільшується пропорційно зростанню швидкості суміші. При певних умовах хвилі повністю перекривають перетин труби, а потік пе-реходить в корковий, коли газові і рідинні пробки чергуються одна з одною. Зі збільшенням газовмісту суміші при постійній швидкості розміри газових пробок збільшуються, а рідинних — зменшуються. Зрештою рідинні пробки як би розмазуються по стінці труби, а газова фаза, яка містить краплі рідини, рухається в центрі, тобто формується кільцева структура газорідинного потоку.
Неважко бачити, що різні структури взаємопов'язані і переходять одна в іншу при зміні умов перебігу (за рахунок виділення розчиненого газу в міру падіння тиску в трубопроводах, зміни площі перерізу труб і їх нахилу до горизонту і т. д.).

Рис. 2. — Карта структурних форм газорідинного потоку: 1 — роздільно-хвильова; 2 — корково-емульсійна; 3 — кільцева; 4 — емульсійна. β — величина, що визначає газовміст потоку; ω — швидкість потоку.

## Карта структурних форм газорідинного потоку
На рис. 2 наведено приклади карти розподілу структур газорідинної суміші в горизонтальних трубах діаметром 0,05 … 0,3 м, що ілюструють зазначені вище закономірності. Зокрема, виділені такі структури газорідинної суміші: 1 — роздільно-хвильова; 2 — корково-емульсійна; 3 — кільцева; 4 — емульсійна. β — величина, що визначає газовміст потоку; ω — швидкість потоку.
Розрахунок двофазного транспорту рідини і газу є складною задачею і кращим способом визнано емпіричні графічні рішення викладені у статті Режими руху газорідинної суміші. Такий підхід дозволяє визначити оптимальний режим перекачування газорідинної суміші, а саме режим з мінімальними питомими витратами електроенергії на перекачування вуглеводневої суміші.

## Вимірювання параметрів двофазних рідинно-газових потоків
Проблема вимірювання параметрів двофазних рідинно-газових потоків стоїть досить гостро. Це технічно складна і наукоємна проблема. Але окремі успішні спроби на цьому терені вже є 

## Принципова технологічна схема перекачування газонасичених нафт

Рис. 3. Принципова технологічна схема перекачування газонасичених нафт: 1 — нафтової пласт; 2 — свердловина; 3 — сепаратор 1-го ступеня; 4 — сепаратор 2-го ступеня; 5 — сепаратор 3-й ступеня; 6 — газопровід; 7 -промисловий резервуар; 8,9 — насос; 10 — лічильник; 11 — регулятор тиску типу; 12 — буферна ємність; 13 — магіст-ральний насос; 14 — магістральний нафтопровід; 15 — кінцева сепарація; установка; 16 — резервуар пункту призначення 17 — аварійний сепаратор; 18 — резервуар ГНС (газо-нафтового сепаратора); 19 — підпірних насос.

При звичайному способі перекачування (рис. 3) після вилучення з пласта 1, зневоднення і знесолення нафта проходить дегазацію в кілька ступенів (на схемі їх три). На першому місці сепарації 3 підтримується тиск близько 2 МПа. Виділяється при цьому газ складається в основному з метану. На другому щаблі сепарації 4 підтримується тиск 0,6 — 0,8 МПа, а газ складається не тільки з метану, а й його гомологів, хоча і в відносно невеликій кількості.
На останньому (а даному випадку — третьому) ступені сепарації 5 підтримується тиск, лише трохи перевищує атмосферний (0,105 МПа). При цьому з нафти виділяється практично весь розчинений газ, на 30 … 40 % по масі складається з пропану і більш важких вуглеводнів.
Принципова схема отримання та перекачування газонасичених нафт по магістральних трубопроводах виглядає наступним чином (рис. 3).
Транспортування газу останньому щаблі сепарації являє найбільшу складність так як при компримуванні (підвищення тиску газу з допомогою компресора.) він частково конденсується, утворюючи двофазний потік. Далі розгазована нафта самопливом надходить в резервуар 7, звідки насосом 8 відкачується на головну насосну станцію магістрального нафтопроводу.
При перекачуванні газонасичених нафт (з метою запобігання втрат нафтового газу останньому щаблі сепарації) рідка фаза після 2-го ступеня сепарації насосом 9 через лічильник 10 подається на майданчик головної перекачувальної станції. Підпору, створюваного насосом 9, досить для стійкої роботи магістральних насосів 13. Ними газонасичену нафту закачують в магістральний трубопровід 14. Перекачування ведеться за системою «з насоса в насос», таким чином, щоб ні в одній точці трубопроводу тиск не опускалося нижче тиску насичення, при якому газ починає виділятися з нафти. Для цього служать регулятори тиску 11. На кінцевому пункті (КП) магістрального трубопроводу нафта повністю разгазовується на кінцевій сепараційній установці 15, після чого газ здається споживачам, а нафта самопливом надходить в резервуари 16. Тут здійснюється її комерційний облік.